# Мабтън
Мабтън (на английски: Mabton) е град в окръг Якима, щата Вашингтон, САЩ. Мабтън е с население от 1891 жители (2000) и обща площ от 1,2 km². Намира се на 218 m надморска височина. ЗИП кодът му е 98935, а телефонният му код е 509.